# Хенрейд, Пол
Пол Хенрейд (англ. Paul Henreid, 10 января 1908 — 29 марта 1992) — австрийский и американский актёр и режиссёр.

## Биография
Пол Хенрейд родился в Триесте (тогда Австро-Венгрия) в аристократической семье. Рано проявил художественные наклонности. Стал успешным дизайнером в известном художественном издательстве, но посетив с друзьями спектакль Макса Рейнхардта увлёкся театром и начал ночами посещать театральную студию. В 1933 стал учеником самого Рейнхардта. Хенрейд имел левые взгляды, поэтому в 1934 году после прихода к власти в стране профашистского правительства был вынужден иммигрировать с семьёй (женой Лизль и двумя детьми) во Францию, затем в Англию.
После начала войны, его, как и всех немецких антифашистов, как подданного враждебного государства, должны были выслать с семьёй в Германию. Но его спас знаменитый актёр Конрад Фейдт. В Англии актёр продолжил актёрскую карьеру, в том числе, исполнив роль двуличного Карла Марсена, в фильме Кэрола Рида «Ночной поезд на Мюнхен» (1940), в котором его партнёрами были английские звёзды Рекс Харрисон и Маргарет Локвуд.
В 1940 году Хенрейд переехал в США, а в 1941 году получил американское гражданство и начал сниматься в Голливуде, играя, в основном, роли европейцев. Самая известная его работа того периода — роль Виктора Ласло в фильме «Касабланка» (1943). После того, как Хенрейд открыто выступил против деятельности Комиссии сенатора Маккарти, он был внесён в «чёрный список», и его актёрская карьера в Голливуде была закончена. Однако Альфред Хичкок пригласил его в качестве режиссёра в телесериал «Альфред Хичкок представляет». Так Хенрейд начал заниматься телережиссурой и получил за эту деятельность вторую (первая была актёрской) звезду на голливудской «Аллее славы».
Пол Хенрейд скончался от пневмонии 29 марта 1992 года.

## Избранная фильмография
| Год  |   | Русское название             | Оригинальное название           | Роль                        |
| ---- | - | ---------------------------- | ------------------------------- | --------------------------- |
| 1933 | ф | Рассвет                      | Morgenrot                       | н/д                         |
| 1939 | ф | До свиданья, мистер Чипс     | Goodbye, Mr. Chips              | Макс Штефель                |
| 1942 | ф | Жанна Парижская              | Joan of Paris                   | Поль Лавалье                |
| 1942 | ф | Вперёд, путешественник       | Now, Voyager                    | Джерри Дюрранс              |
| 1942 | ф | Касабланка                   | Casablanca                      | Виктор Ласло                |
| 1944 | ф | Конспираторы                 | The Conspirators                | Винсент Ван Дер Лин         |
| 1946 | ф | Преданность                  | Devotion                        | викарий Артур Николлс       |
| 1946 | ф | Обман                        | Deception                       | Карел Новак                 |
| 1948 | ф | Бессмысленный триумф         | Hollow Triumph                  | Джон Мюллер / доктор Барток |
| 1949 | ф | Верёвка из песка             | Rope of Sand                    | Пол Фогель                  |
| 1952 | ф | Украденное лицо              | Stolen Face                     | доктор Филип Риттер         |
| 1952 | ф | Ловушка для человека         | Mantrap                         | Хьюго Бишоп                 |
| 1954 | ф | Глубоко в моём сердце        | Deep in My Heart                | Флоренц Зигфельд            |
| 1956 | ф | Боевой шок                   | Battle Shock                    | капитан Энрике Монтерос     |
| 1962 | ф | Четыре всадника Апокалипсиса | Four Horsemen Of The Apocalypse | Этьен Лорье                 |
| 1965 | ф | Операция «Арбалет»           | Operation Crossbow              | генерал Циман               |
| 1977 | ф | Изгоняющий дьявола 2         | Exorcist II: The Heretic        | кардинал                    |